# جون كراري
جون كراري هو سياسي أمريكي، ولد في عقد 1780، وتوفي في 18 مايو 1848. نشط حزبياً في مناهضة الماسونية. وقد انتخب عضو جمعية ولاية نيويورك ‏ وانتخب عضو مجلس ولاية نيويورك ‏.